# André Cottenie
André H. Cottenie (Evergem, 15 september 1919 – Mariakerke, 21 februari 1997) was doctor in de landbouwwetenschappen, gewoon hoogleraar en rector van de Universiteit Gent.

## Levensloop
Cottenie studeerde aan de Koninklijke Cadettenschool en de Koninklijke Militaire School tot hij in actieve dienst werd geroepen voor de Achttiendaagse Veldtocht en als krijgsgevangene in Duitsland werd gedetineerd. In 1944 behaalde hij het diploma van scheikundig landbouwingenieur aan de Rijkslandbouwhogeschool te Gent. Hij werd leerkracht aan de Rijkstuinbouwschool in Melle tot 1946 maar keerde terug naar zijn alma mater waar hij eerst als assistent, nadien als deeltijds docent en werkleider actief was en in 1955 promoveerde tot doctor in de landbouwwetenschappen met het proefschrift "De mogelijkheden van de spectraalanalytische methodes voor de bepaling van K, Na, Ca en Mg in plantaardig materiaal". Vervolgens werd hij er docent en in 1964 gewoon hoogleraar. Hij doceerde analytische chemie en analytische agrochemie, methodenleer en bemestingsleer. Onderzoeksmatig introduceerde hij in die tijd nieuwe analysemethoden zoals de spectrochemie in de landbouwwetenschappen. Het leverde hem een associatie op met het Franse Institut pour les Méthodes Analytiques du Diagnostique Folaire. Andere onderzoeksgebieden waren de bodem- en waterverontreiniging, de evolutie van de meststoffen in de bodem, de opname van meststoffen door planten, bodemverontreiniging door zware metalen, micronutriënten en slib in waterzuiveringsstations. Hij werd directeur van het Centrum voor Onderzoek van Sporenelementen, gefinancierd door het Instituut voor Wetenschappelijk Onderzoek in Nijverheid en Landbouw (IWONL). Hij werkte samen met en bezocht de Rijkslandbouwhogeschool van Wageningen, het Institut Pasteur te Parijs, de Justus Liebig Landwirtschaftliche Hochschule van Gießen, het Institutet for Organisk Kemie och Biokemie te Stockholm en het Macauley Institute for Soil Research in Aberdeen. De Rijkslandbouwhogeschool ging per 1 oktober 1969 als Faculteit Landbouwwetenschappen op in de Rijksuniversiteit te Gent. Cottenie was er van 1970 tot zijn emeritaat in 1985 directeur-diensthoofd van het Laboratorium voor analytische en agrochemie.
Bovendien was Cottenie vicerector van de Rijksuniversiteit Gent van 1973 tot 1977 en decaan van de faculteit Bio-Ingenieurswetenschappen van 1978 tot 1980. Hij was lid van de Raad van Bestuur, van het vast bureau van de universiteit van 1977 tot 1981 en van 1980 tot 1981 secretaris van de academieraad. In 1981 werd Cottenie rector van de Gentse universiteit. Tijdens zijn rectoraat werd onder meer de Vlaamse Interuniversitaire Raad (VLIR) opgericht. In 1985 werd hij op het einde van zijn rectoraatstermijn op zesenzestigjarige leeftijd toegelaten tot het emeritaat.
Cottenie werd in 1973 corresponderend lid en in 1980 werkend lid van de Koninklijke Vlaamse Academie van België voor Wetenschappen en Kunsten. Cottenie werd als Belg opgenomen met de graad van officier in 1990 in de Franse Ordre national de la Légion d'honneur. In België was hij houder van de eretekens van grootofficier in de Kroonorde en de Leopoldsorde en officier in de Orde van Leopold II.
- International Standard Name Identifier: 0000 0000 2174 9396
- Library of Congress Control Number: n80072101
- Nationale Bibliotheek van Israël: 987007383583205171
- Virtual International Authority File: 202145542717696642360
- WorldCat: E39PCjMg6fYYFCT7gwjD6WDhh3